# Ібн Гішам
Абу Мухаммад Абд аль-Малік ібн Гішам ібн Айюб аль-Хіміарі (араб. أَبُو مُحَمَّدٌ عَبْدِ الْمَلِكِ بْنُ هِشَامٍ بْنُ أَيُّوبَ الْحِمْيَرِيِّ, трансліт. Abū Muḥammad ʿAbd al-Malik ibn Hishām ibn Ayyūb al-Ḥimyarī; помер 7 травня 833), також відомий просто як Ібн Гішам — мусульманський історик і вчений 9-го століття.
Ібн Гішам народився в Старому Каїрі, виріс у Басрі, на території сучасного Іраку, звідки походила його сім'я, а пізніше переїхав до Єгипту. Там він став відомий як філолог і дослідник мови та історії. Його сім'я мала хим'яритське походження і належала до єменського племені Бану Маафір.

## Біографія Магомета
Найвідомішою працею Ібн Гішам є «Сіра» (араб. السيرة النبوية, As-Sīrah an-Nabawiyyah) або «Життя пророка» — відредагована версія класичної книги Ібн Ісхака «Життя Божого Посланця» (سيرة رسول الله, Sīratu Rasūli l-Lāh).. Ця праця Ібн Ісхака була втрачена, до нашого часу збереглася в основному в редакціях Ібн Гішама та Мухаммеда ат-Табарі, хоча збереглися фрагменти кількох інших, а Ібн Гішам і Ат-Табарі описують фактично той самий матеріал.
У передмові до праці Ібн Гішам пояснює критерії, за якими він робив свій вибір цитат з оригінальної праці Ібн Ісхака традиціями його послідовника Зіяда аль-Баккі. Відповідно, Ібн Гішам пропускає ті історії з Сіри, які не містять жодної згадки про Мухаммеда,— певні вірші,— традиції і точність яких Зіяд аль-Баккі  не міг підтвердити, і образливі уривки, які могли б образити читача.
Ат-Табарі навпаки, включає суперечливі епізоди Сатанинських віршів, в тому числі апокрифічну історію про спробу самогубства Магомета. Ібн Гішам дає точніші версії віршів, які він включає, і пояснює складні терміни та фрази арабської мови, додає генеалогічний зміст до певних власних імен і короткі описи місць, згаданих в Сірі. Ібн Гішам додавав свої примітки до відповідних уривків оригінального тексту словами: «qāla Ibn Hishām» (Ібн Гішам каже).

### Переклади та видання
Пізніше «Сіра» Ібн Гішама буде передано в основному його учнем Ібн аль-Баркі. Це трактування праці Ібн Ішака було розповсюджено серед вчених у Кордові в ісламській Іспанії приблизно у 864 році. Перше друковане видання було опубліковано арабською мовою німецьким сходознавцем Фердинандом Вюстенфельдом у Геттінгені (1858—1860). Життя Мухаммеда за словами Мухаммеда Ібн Ісхака, ред. 'Абд аль-Малік б. Гішам. Густав Вайль (Штутгарт, 1864) був першим опублікованим перекладом.
У 20 столітті книга була кілька разів надрукована на Близькому Сході.  Німецький сходознавець Гернот Роттер зробив скорочений (приблизно на третину) німецький переклад «Життя пророка» — Ас-Сіра Ан-Набавія (Spohr, Kandern in the Black Forest 1999). Англійський переклад британського сходознавця Альфреда Гійома: Життя Мухаммеда. Переклад «Життя Божого Посланця» Ісхака. (1955); 11-е видання. (Oxford University Press, Карачі 1996).

## Інші роботи
Ібн Гішам також відомий як автор коментарів до «Книги корон» про царів Гім'яру. 
«Книга корон, про царів минулих років у звітах Кахтанітів» (كتاب التيجان لمعرفة ملوك الزمان في أخبار قحطان, Kitab al-Tijan li ma'rifati muluk al-zamān fi akhbar Qahtān) — генеалогічна праця з історико-легендарними розповідями про південних арабів та їхні пам'ятники в доісламські часи.  Ібн Гішам повідомив, що він придбав розповідь книги від Абд аль-Муніма Ідріса.  Ібн Гішам написав коментарі до цієї книги, і також дав власний аналіз того, що назва регіону Ємену пішла від їх первісного засновника, Яруба (сина Кахтана), який також відомий під своїм іншим іменем «Яман».

## Опубліковані видання
- Фонд Аль Фалах. Каїр, Єгипет (англ.)
- (араб.)

## Зовнішні посилання
- Біографія з Інституту Аріса
- Найдавніша біографія Мухаммеда, написана Ібн Ісхаком, англійською мовою
- Бібліографія на Goodreads